# 長崎犯科帳
『長崎犯科帳』（ながさきはんかちょう）は日本テレビで、1975年4月6日から同年9月28日まで毎週日曜日21時から21時55分に放映されたテレビ時代劇。全26話。
後年、同じスタッフ、主演、脚本などにより、同名で舞台劇として上演された。

## テレビ版

### あらすじ
江戸末期　文化年間の長崎に平松忠四郎が新任の長崎奉行として着任した。
当時の長崎は一年毎に交代する奉行より、金という力を持った少数の豪商達が実権を握る町。歴代の長崎奉行は商人と結託し、彼らが非合法なやり口で自らを肥え、太らせるのを黙認、その見返りの賄賂で私腹を肥やしてきた。
忠四郎も例外ではなく、南蛮菓子のカステイラの箱に入った小判を喜んで受け取る、酒好きで女好きの男だった。
今度の奉行も金でどうとでもなる男（所謂「昼行灯（ひるあんどん）」）と安心する町年寄たちだが昼行灯は忠四郎の仮の姿で、蘭学医の木暮良順、出島の三次、お文と共に私腹を肥やす悪人たちを闇に始末する彼らは｢闇奉行｣と呼ばれた。

### 特徴
本作は長崎奉行所の判決文集『犯科帳（長崎犯科帳）』を元に制作。
長崎の郷土史家　森永種夫の著書『犯科帳 長崎奉行の記録』（岩波新書）が資料提供者として、エンディングでクレジットされた。
江戸時代は特殊な地域であった長崎が舞台で従来の時代劇では通常は見られないカステラ、オランダ凧（長崎ハタ）、コーヒー、マルセイユ版タロットカード、チェスなどの道具が登場。
台詞は長崎弁（肥筑方言）が用いられていた。

### 闇奉行
平松忠四郎（萬屋錦之介）
石高は八百石。前職の山田奉行時代には詮議所にはろくに顔を出さず、無能な奉行と評されていた長崎奉行にして闇奉行。指をパチンと鳴らす癖がある。
悪徳商人らからの賄賂を平気で受け取り、その受け取った金を闇奉行としての悪人狩りの資金に当てるという、ある意味では非常に合理的な男である。
闇奉行として行動する際は白の着流し、白い宗十郎頭巾で顔を隠して（昼間は黒色の頭巾を用いる）いるが、その姿でも指を鳴らす癖はそのままで、悪人の中にはその正体に気付いてから殺される者が少なくない。
柳生新陰流の剣の達人で悪人の前で覆面を自ら引き下ろし、素顔を見せてから斬り倒す。
新し物好きな性格で短銃で悪人を撃ち殺すこともある。
良順を呼び出す際は凧を上げて、合図にしていた。仲間の三次とお文に対しては影では｢女や下郎｣と呼び、物語後半までは自分の正体を明かさず、二人を信用しなかった。
木暮良順（田中邦衛）
蘭学医。だらしない面もあるが医者としては誠実で凄腕。シーボルトの門下であるという。おぎんといい仲。
自分と同業である医者の悪事を許しておけず殺害するが、その手口を忠四郎に見破られ忠四郎を手伝うことになった。最初は闇奉行としての彼を嫌々 手伝っていたが、徐々に仲間意識を強めていった。
殺しの際はメスでこめかみや額を刺す他、手裏剣の様に投げる、ボウガンで射出するなどの方法で悪人の急所を刺す。
放映開始時はエンディング クレジットは「良純」と表示されていたが、途中から良順に変更された。
出島の三次（火野正平）
丸山の妓夫太郎（＝客引き。牛太郎とも）。お文と共に情報収集などの密偵役を担う。
殺しの際は釵(さい)で悪人を殴り、相手の急所を突き刺す。
良順から「俺の用心棒だ」と説明されていた闇奉行を上述の指を鳴らす癖から「正体は長崎奉行の平松では？」と疑いを持ち、探ろうとしたことがある。
第18話で忠四郎に命を救われ、正体を知ってからは忠四郎に心酔した。
商人や武士などが己の強いのをいいことに弱者をいたぶり踏みにじるのを強く憎んでおり、闇奉行の仲間になることに非常に積極的だった。
お文（杉本美樹）
闇奉行のメンバーでは唯一人、長崎弁を話す。三次と共に情報収集などの密偵役を担う。
初期は造花の花束を短剣に変える手品を悪人に見せて、短剣で相手の急所を突き刺していたが、その後は最初から短剣で戦うようになった。

### その他
加田宇太郎（新克利）
長崎奉行所の同心。切れ者とは言いがたいが、奉行所と商人の癒着を嫌う真面目な性格。
忠四郎が賄賂を受け取る時は嫌な顔を見せる。そういう真面目さが好まれてか、忠四郎からは「宇太さん」と親しく呼ばれていたが遊廓に御供をさせられたり、凧を作らされたりと振り回されている。
猪俣安兵衛（高峰圭二）
長崎奉行所の同心。
三島与五郎（御木本伸介）
長崎奉行所の与力。杓子定規な堅物で融通が利かない。
忠四郎との初対面の後に長崎会所頭取の福島六左衛門に「全くもって、たわけ奉行で」と印象を伝えるなど、忠四郎に好感を持ってはいないが職務には忠実。
第16話を最後に姿を消すが劇中では、その去就ついて説明はされていない。
沢田一馬（太田博之）
長崎奉行所の通詞。
おぎん（磯村みどり）
居酒屋「せいろむ」の女将で良順に惚れている。
子供の頃に見た象の優しげな目がいたく気に入り、間夫を持つなら象に似た目をした男が良いと思っている。
おぎんの基準では忠四郎の目が象に似た目らしい。居酒屋の名「せいろむ」もその象の故郷の地名から取った。
ナレーター：城達也

### スタッフ
- 企画：梅谷茂（日本テレビ）
- 脚本：放映リスト参照。
- プロデューサー：加藤教夫（日本テレビ）、中岡潔治（中村プロダクション）、中島正幸（ユニオン映画）
- 音楽：矢野誠（選曲：鈴木清司）
- 殺陣：尾型伸之介
- 風俗構成：林美一
- 資料提供：森永種夫
- オープニング・タイトルバック監督：実相寺昭雄
- 協力：中村プロダクション
- 監督：放映リスト参照。
- 製作：ユニオン映画

### 主題歌
- OP:街はゆらゆら(インスト)
- ED:坂道
  - 作詞曲：中村幸雄
  - 唄：日暮し
    - 未レコード化。フルバージョンは後にUHQCD「ありふれた出来事+記憶の果実」の特典CDに初収録。

### 放映リスト
初放映は日本テレビのもの。
| 初放映 （’75年） | 話 数 | サブタイトル              | 脚本                    | 監督     | ゲスト |
| ---------------- | ----- | ------------------------- | ----------------------- | -------- | --- |
| 4月6日           | 1     | すごい男がやって来た      | 池田一朗                | 渡邊祐介 | 福島六左衛門：小沢栄太郎 村田屋新兵衛：嵯峨善兵 長尾神吉：北村総一朗 北九州男、中村時之介、西本裕行、今井美佐子、初川久、中島元、西田勇三、鳴海剛、土井辰也、宮本茂、八幡源太郎、秋山隆次郎、永田恵美、山形英子、七木田幸子                               |
| 4月13日          | 2     | トンネル抜ければ 地獄だぜ | 下飯坂菊馬 藤川洋一     | 大洲斎   | 中村孫之進：橋本功 川上彦左衛門：和崎俊哉 天草屋利右衛門：田島義文 たか：森秋子 太一郎：松田洋治 立川雄三、神山寛、早川純一、神山勝、林道紀、八幡源太郎、草間璋夫、江村和紀、西田勇三、本田昭夫、田原千之右、鶴静夫、土井辰也、宮本茂、秋山隆次郎、高杉良 |
| 4月20日          | 3     | 彼奴は 医者か殺し屋か     | 下飯坂菊馬              | 大洲斎   | 美里：佐野厚子 引田甚右衛門：香川良介 音羽屋徳兵衛：横森久 香山：加藤和夫 浜浪：松木路子 溝口舜亮、依田英助、大東梁佶、稲川善一、田原千之右、本田昭夫、伊豆見英輔、山本武、高杉良、竹原新伍、大谷木洋子、渡辺千鶴子、宮本茂、秋山隆次郎                   |
| 4月27日          | 4     | 闇の中の闇奉行            | 小川英 胡桃哲           | 松島稔   | お時：泉晶子 京極屋宗兵衛：天津敏 福田屋和助：岩崎信忠 |
| 5月4日           | 5     | 殺しの番号 二、三、一     | 池田一朗                | 松島稔   | 和泉屋彦兵衛：山本麟一 宝泉：天草四郎 勘十：宮口二郎 |
| 5月11日          | 6     | 虎の罠を噛み破れ          | 池田一朗                | 森崎東   | 要屋五兵衛：竜崎勝 佐吉：浅若芳太郎 松造：郷鍈治 |
| 5月18日          | 7     | 闇奉行はよか男            | 池田一朗                | 小沢啓一 | お亀：緑魔子 灘屋千造：浜田寅彦 田島数右衛門：成瀬昌彦 |
| 5月25日          | 8     | 日見峠に散った花          | 池田一朗                | 大洲斎   | 田之浦冴：木内みどり 岩渕清太：伊藤高 山崎一虎：田口計 黒山英太郎：清水綋治 |
| 6月1日           | 9     | 赤い炎は闇で消せ          | 長曽我部清親            | 田中徳三 | 竹次：工藤堅太郎 おさよ（小稲太夫）：田島令子 牛島剣十郎：久富惟晴 |
| 6月8日           | 10    | ウンスンカルタは 地獄札   | 小川英 胡桃哲           | 田中徳三 | 小文太：鶴田忍 お恵：服部妙子 五島屋：須賀不二男 唐木寿安：穂積隆信 |
| 6月15日          | 11    | 真夜中の逃亡者            | 猪又憲吾                | 丸山誠治 | おこう：上原ゆかり 銀屋万蔵：名和宏 辰吉：寺田農 |
| 6月22日          | 12    | 刃には刃 眼には眼を       | 直居欽哉                | 内出好吉 | 有馬玄之介：長谷川明男 志摩屋清左衛門：村上冬樹 西海屋十兵衛：外山高士 |
| 6月29日          | 13    | 闇に消えた用心棒          | 池田一朗                | 内出好吉 | お仙：珠めぐみ 仁吉：平泉征 浜屋庄兵衛：富田仲次郎 竜太：森山周一郎 |
| 7月6日           | 14    | 旅路の果てのふたり        | 下飯坂菊馬 長曽我部清親 | 長谷和夫 | 雪姫：有吉ひとみ 相良周介：夏夕介 駒形段造：今井健二 剣持伴紀 |
| 7月13日          | 15    | 花嫁替玉大作戦            | 鴨井達比古              | 戸田康貴 | 妙：土田早苗 菊枝：香野百合子 美濃屋仙造：高城淳一 備中屋仁平：山岡徹也 北村晃一、北町嘉朗、池田勝 |
| 7月20日          | 16    | 帰って来た男              | 宮川一郎                | 田中徳三 | 藤屋定右衛門：江戸家猫八 桔梗屋十兵衛：松下達夫 おちか：小野恵子 おとせ：桜井浩子 軍次：住吉正博 玄哲：田中浩 藤次：千波丈太郎 服部哲治、石丸博也 |
| 7月27日          | 17    | 復讐にかけた姉妹          | 中村努                  | 大洲斎   | 珊：松本留美 末次屋九右衛門：菅貫太郎 民蔵：内田勝正 |
| 8月3日           | 18    | 忠四郎危機一髪            | 池田一朗                | 松島稔   | 島左衛門尉高次：中村賀津雄 高岩平助：玉川伊佐男 旗持剣吾：大村文武 沖田駿一、三上左京、柄沢英二、 今西正男、高杉哲平 |
| 8月10日          | 19    | 呪いの連発銃              | 池田一朗                | 大洲斎   | 伍助：睦五郎 伊豆屋善兵：高品格 大村純旦：富川澈夫 |
| 8月17日          | 20    | 怪談唐人屋敷              | 直居欽哉                | 大洲斎   | 深雪：志摩みずえ 碇屋太兵衛：高木均 お辰：藤江リカ 福松：中村俊男 山田禅二、阿藤海、麿のぼる |
| 8月24日          | 21    | 辻斬り犯人を追え          | 鴨井達比古              | 丸山誠治 | 稲村鬼堂：小松方正 稲村小太郎：西田健 雪絵：今出川西紀 真山知子、増田順司、島田茂 |
| 8月31日          | 22    | 子の刻心中                | 播磨幸治                | 戸田康貴 | おとき：水原麻記 与之吉：石山律雄 角屋伝造：田中明夫 利助：木村元 |
| 9月7日           | 23    | 風の噂の孫七郎            | 猪又憲吾                | 森崎東   | 彦太：大門正明 溝口新之介：浜田晃 西国屋：須藤健 徳助：山本清 |
| 9月14日          | 24    | 悪い奴らを あぶりだせ     | 池田一朗                | 森崎東   | 山城屋：庄司永建 赤松屋：内田稔 虎松：潮健児 熊吉：高杉玄 見明凡太郎 |
| 9月21日          | 25    | 欲ボケ野郎は 海へ沈めろ   | 下飯坂菊馬              | 渡邊祐介 | 弥吉：本郷直樹 お美代：ホーン・ユキ 備前屋：犬塚弘 巳之吉：中田博久 横山リエ、江角英明、 片岡半蔵、中川秀人、 須賀良、小泉郁之助、 八代康二、白井鋭 |
| 9月28日          | 26    | さよなら長崎 また来るぜ   | 池田一朗                | 渡邊祐介 | 原島三左衛門：加藤嘉 加賀屋：川合伸旺 おゆう：佐野厚子 太郎左：梅津栄 ひろみどり、加島潤、園田健二 |

### 前後番組
| 日本テレビ系 日曜21:00 - 21:55枠            | 日本テレビ系 日曜21:00 - 21:55枠 | 日本テレビ系 日曜21:00 - 21:55枠                                                                |
| 前番組                                      | 番組名                           | 次番組                                                                                          |
| ------------------------------------------- | -------------------------------- | ----------------------------------------------------------------------------------------------- |
| おんな浮世絵・紅之介参る! （21:00 - 21:55） | 長崎犯科帳                       | 十手無用 九丁堀事件帖 (21:00 - 21:54) NNNニューススポット （21:54 - 22:00） 【1分拡大して継続】 |

## 舞台版
- 『長崎犯科帳 オランダ坂の決闘』（吉例第十二回萬屋錦之介特別公演、歌舞伎座、1976年）
- 『長崎犯科帳』（地方巡演、1992年）

テレビドラマ版では名前のみの登場だった長崎会所頭取の福島六左衛門が平松忠四郎の敵役として登場。クライマックスで対決するという物語となっている。

### スタッフ
- 原案：池田一朗
- 脚本・演出：土橋成男

### 配役
- 平松忠四郎：萬屋錦之介
- 木檜良順：尾形伸之介
- お文：水谷良重
- 花魁 琴浦：江波杏子
- 出島の三次：中村米吉(4代目)
- 長崎奉行所 与力 飯塚源八郎：大村文武
- 同心 加田宇太郎：橋本仙三
- 近習貝田伊織：中村信二郎(初代)
- 長崎会所頭取 福島六左衛門：御木本伸介